# Psilopsyche chillana
Psilopsyche chillana är en nattsländeart som beskrevs av Navás 1934. Psilopsyche chillana ingår i släktet Psilopsyche och familjen Philorheithridae. Inga underarter finns listade i Catalogue of Life.